# Беншуа, Жиль
Жиль Беншуа́ (Binchois, Binchoys) (около 1400, возможно в Монсе (Эно) — 20 сентября 1460, Суаньи) — франко-фламандский композитор, яркий представитель «бургундской» («первой нидерландской») школы.

## Жизнь
Биографические сведения о Беншуа скудны и противоречивы. Музыкальное образование получил, возможно, в родном городе. В 1419—23 годах — церковный органист в Монсе. В 1423 году переехал в Лилль, где поступил на службу к Уильяму, графу Саффолку (это обстоятельство отмечено в мотете Окегема на смерть Беншуа), который в это время находился в составе оккупировавших север Франции английских войск (см. Столетняя война). По заказу графа Беншуа написал рондель «Ainsi que a la foiz m’y souvient». Во второй половине 1420-х годов (возможно, уже в 1427 году) Беншуа поступил на службу в придворную капеллу герцога Бургундского, с которой связан расцвет его музыкальной карьеры. В 1431 году, когда был написан мотет Беншуа «Nove cantum melodie», он был певчим этой капеллы (в тексте мотета перечислены все 19 певчих). Не будучи рукоположен в священники, Беншуа тем не менее получал бенефиции (пребенды) в разных областях Бургундии, которые обеспечивали его безбедное существование. В 1437 году получил пост почётного секретаря бургундского двора. Беншуа был знаком и вероятно часто встречался с Гийомом Дюфаи (документирована их встреча в 1449 году). С 1452 года до конца жизни — каноник в церкви св. Винсента в валлонском городке Суаньи. Согласно историческим свидетельствам, даже в эти поздние годы Беншуа (помимо композиторской деятельности) продолжал петь в храме, причём делал это искусно.

## Творчество
В области церковной музыки Беншуа оставил около 28 сочинений на тексты отдельных частей ординария мессы (Kyrie, Gloria, Credo, Sanctus, Agnus Dei; полных месс не сохранилось), шесть магнификатов, мотеты на традиционные гимнографические тексты (как Ave regina caelorum, Ut queant laxis, Veni creator spiritus и Te Deum) и на свободно сочинённые «новые» стихи (как «Nove cantum melodie», в технике изоритмии).
Наиболее ценной частью наследия Беншуа считаются его шансон (всего около 60) преимущественно на три голоса. В них он показал себя как композитор, придерживающийся стилистических традиций прошлого. «Бургундская шансон» Беншуа — прямая наследница многоголосных светских баллад и рондо французской школы Ars nova на стереотипные тексты куртуазной тематики (похожие, например, на стихи Гильома де Машо). Авторы текстов неизвестны, за исключением баллады Dueil angoisseus rage demeseurée, положенной на стихи Кристины Пизанской.
Подавляющее большинство песен написано в «консервативной» тернарной мензуре, несмотря на то, что в теории музыки бинарная мензура ещё со времён Ars nova была уравнена в правах с тернарной. Судя по частому отсутствию подтекстовки в иных голосах кроме дисканта, а также полному отсутствию текста в (некоторых) вводных разделах, Беншуа предполагал исполнение песен смешанным, вокально-инструментальным ансамблем. Среди наиболее известных песен Беншуа — рондо́ De plus en plus, Triste plaisir, Adieu m’amour.
В технике духовной и светской композиции Беншуа (как и его великий современник Гийом Дюфаи) широко использовал фобурдон. Некоторые мотеты — контрафактура его же песен, или наоборот, например, песня Mort en merchy — контрафактура Магнификата шестого тона, мотет Virgo rosa venustatis — контрафактура песни C'est assez. Звуковысотная структура музыки Беншуа — типичный образец старомодальной гармонии с опорой на квинтоктаву (как в музыке Ars nova) и обилием готических каденций. Развёртывание лада совершается (по закону, присущему именно этому историческому типу гармонии) путём обхода ступеней, при этом «центральный тон» всей пьесы не выводится непосредственно из каденционного плана. По этой причине, ультима генеральной каденции (как в рондо De plus en plus) кажется некоторым исследователям «неожиданным окончанием», а гармонический стиль Беншуа в целом характеризуется как «странный».
В отношении ряда композиций авторство Беншуа оспаривается.

## Портрет
- По мнению Эрвина Панофски, Жиль Беншуа изображен на картине Яна ван Эйка «Тимофей».